# IC 3943
IC 3943 је лентикуларна галаксија у сазвјежђу Береникина коса која се налази на листи објеката дубоког неба у Индекс каталогу.
Деклинација објекта је + 28° 6' 48" а ректасцензија 12h 58m 36,5s. Привидна величина (магнитуда) објекта IC 3943 износи 14,7 а фотографска магнитуда 15,6. IC 3943 је још познат и под ознакама CGCG 160-69, DRCG 27-197, PGC 44485.